# Privernum
Privernum (it Provino) var en stad söder om Rom i provinsen Latina.
Privernum besegrades och intogs av konsuln Lucius Aemilius Mamercinus Privernas 329 f. Kr.